# 豊前桝田駅
豊前桝田駅（ぶぜんますだえき）は、福岡県田川郡添田町大字桝田にある、JR九州バスが運行を行っている日田彦山線BRT（BRTひこぼしライン）のバス停留所。
九州旅客鉄道（JR九州）日田彦山線の鉄道駅でもあるが、2017年（平成29年）に発生した九州北部豪雨の影響により、鉄道駅は休止中の扱いである。

## 歴史
- 1942年（昭和17年）8月25日：田川線西添田 - 彦山間延伸に伴い開業[1][2]。
- 1960年（昭和35年）4月1日：区間分離・統合に伴い日田彦山線の所属となる[3]。
- 1971年（昭和46年）
  - 2月20日：貨物取扱廃止[2]。
  - 3月16日：荷物扱い廃止[4]。無人駅となる[5]。
- 1987年（昭和62年）4月1日：国鉄分割民営化により九州旅客鉄道が承継[2][6]。
- 2017年（平成29年）7月5日：平成29年7月九州北部豪雨の影響により休止。
- 2023年（令和5年）8月28日：日田彦山線BRTが開業。駅前の県道に沿って乗降場が設けられた。

## 駅構造
当駅前後は一般道走行区間であり、代行バスの運行開始当初から、鉄道駅ホームより西側の県道52号に沿って乗降場が設けられている。
平成29年豪雨運休による代行バスの発着所もBRT停留所とほぼ同じ位置にあった。
日田方面は鉄道駅前の敷地内に停車スペースがあり、運行状況表示器が設置されている。添田方面のりばはストレート型で、道路脇に待合スペースが設置されている。

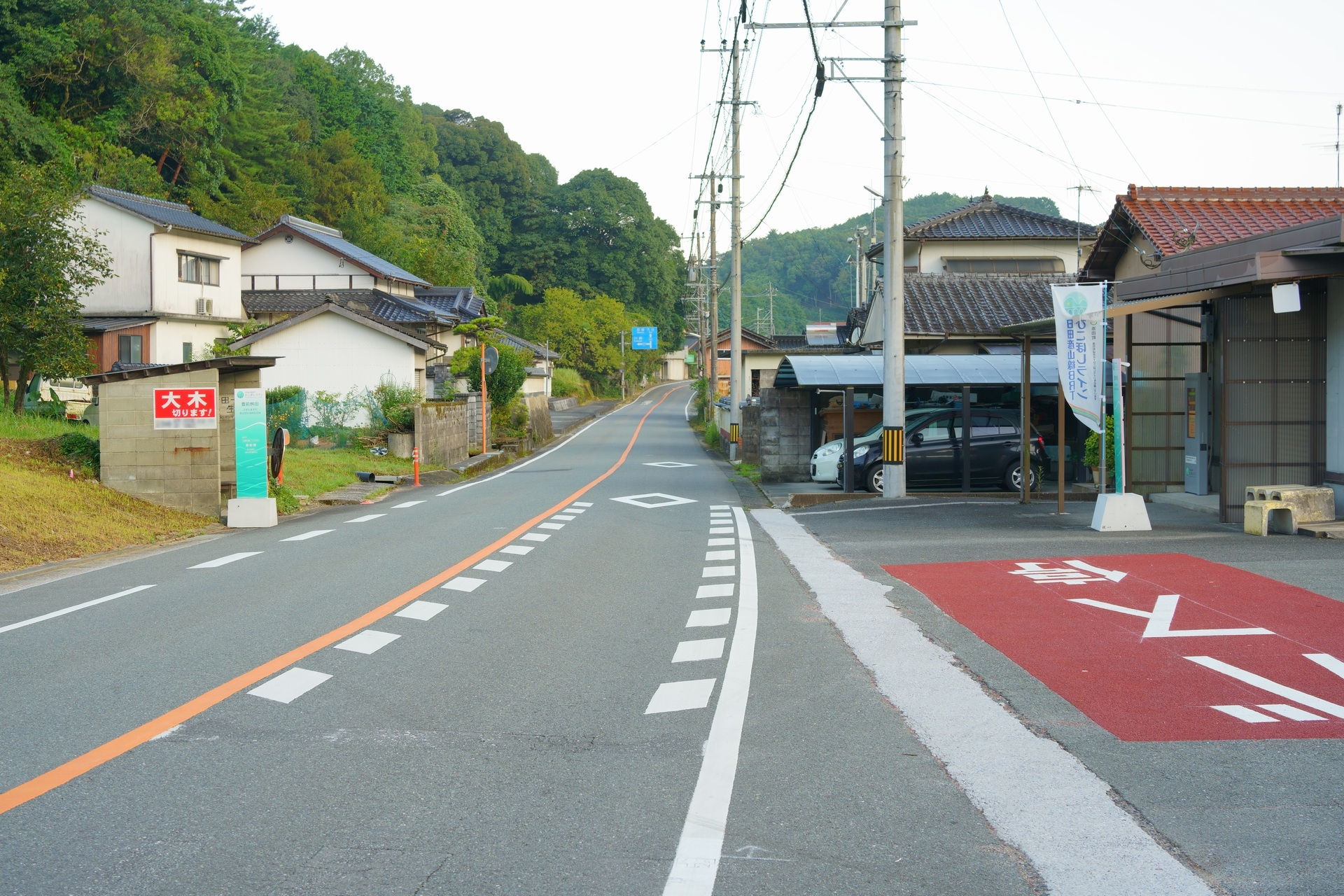
BRTの豊前桝田駅全景（2023年9月）

鉄道駅は単式ホーム1面1線を有する地上駅であった。かつては島式ホーム1面2線で、石炭の積み出しを行っていた。木造駅舎は取り壊されて、プラットホームとホーム上の待合所のみがある無人駅となっていた。鉄道施設に関しては、プラットホームは残存しているが、鉄道敷は撤去されている。

## 駅周辺
平成29年豪雨運休による代行バスの発着所もBRT停留所と同じ位置にあった。
なお、添田町バスも当駅前を発着する路線が以前よりあり、同・桝田駅停留所も、代行バスおよびBRT停留所と同じ位置である。
- 福岡県道52号八女香春線
- 桝田簡易郵便局
- 英彦山病院
- 添田町バス「桝田駅」バス停 - 駅前の県道52号線上にあり、日田彦山線BRTの停留所も同じ位置にある。日田彦山線BRTの開業に伴い、原則として重複する添田駅 - 彦山駅間の運行を廃止[7]。平日の朝に1便のみ、当停留所を起点にBRTとは異なる経路（中元寺経由）で添田駅方面へ向かう便が設定されている[8]。

## 隣の駅
九州旅客鉄道（JR九州）
■日田彦山線（休止中）
歓遊舎ひこさん駅 - 豊前桝田駅 - 彦山駅
JR九州バス（・JR九州）
■日田彦山線BRT（BRTひこぼしライン）
貴船橋駅 - 豊前桝田駅 - 柳原駅